# Wezenbrug (Rotterdam)
De Wezenbrug (voor de oorlog de Weezenbrug genoemd) is een vaste brug over de Steigersgracht in de Nederlandse stad Rotterdam. De originele brug is vernoemd naar de gebruikers van het oudst bekende weeshuis in de vooroorlogse Hoogstraat en bestond vermoedelijk al sinds de vijftiende eeuw. De originele Weezenbrug is vermoedelijk in 1942 gesloopt en vervangen door een nieuwe brug nadat het beschadigd was geraakt door het bombardement op 14 mei 1940 en de kades van de gracht werden verbreed in 1943. De huidige brug vormt nu de directe verbinding tussen de Blaak en de Hoogstraat.

## Geschiedenis

### De Wezenbrug voor de Tweede Wereldoorlog
De Wezenbrug, die voor de oorlog bekend stond als de Weezenbrug, was vernoemd naar de wezen die zich in het oudst bekende weeshuis van de stad bevonden, het oude Sint Anthonisgasthuis, dat in deze buurt ten zuiden van de Hoogstraat stond.
In 1812 werd de Weezenbrug "afgebroken en wederopgemetseld". Vermoedelijk werd de brug in dit jaar gerestaureerd.
In 1860 werd een motie in de gemeenteraad besproken om de Weezenbrug te vernieuwen. Deze motie werd verworpen met 14 tegen 11 stemmen omdat de meeste raadsleden vonden dat er al veel geld was besteed aan de verbreding van de Keizerstraat en dat de vernieuwing van de brug zelf weggegooid geld zou zijn.
In 1877 kwam bij gevaarlijk hoog water de stoomboot Rotterdam klem te zitten onder de Weezenbrug en zonk. Het schip werd op 28 december gelicht. Door de aanvaring liep de brug aanzienlijke schade op: er waren meerdere scheuren en gaten in het metselwerk ontstaan.
In 1879 werd voor het eerst gesproken over een verbreding van de Weezenbrug. Deze verbreding zou 2500 gulden bedragen, maar het Rotterdamse college van burgemeester en wethouders achtte deze ingreep voor uitstel vatbaar.
In 1880 werd opnieuw een motie besproken om de Weezenbrug te verbreden. Wederom zou de aanpassing 2500 gulden kosten, maar werd met 22 tegen 11 stemmen verworpen.
In 1894 werd een jongen op de Weezenbrug door een handwagen overreden en moest met ernstige kneuzingen aan beide benen naar een herberg bij de Steiger gebracht.
In 1902 besloot de gemeenteraad om de Weezenbrug te vernieuwen omdat het scheepvaartverkeer bij de Delftsevaart was gestremd voor de aanleg van een nieuwe ebsluis. Het voorstel werd in de stemming van de gemeenteraad die hierover ging, op donderdag 13 maart 1902 goedgekeurd met 21 tegen 19 stemmen. Het ontwerp voor deze renovatie werd uitgevoerd door stadsarchitect D.B. Logemann en kostte zo'n 10 of 11.500 gulden. Op 9 juni werd de brug voor het auto- en voetgangersverkeer afgesloten en de werkzaamheden begonnen op 10 juni. Tijdens die werkzaamheden was een huis op de hoek van de Keizerstraat en het Steiger dusdanig gescheurd dat men voor instortingsgevaar vreesde. Het huis werd ondersteund om te trachten dit te voorkomen. Ook klaagde omwonenden dat de vernieuwing abrupt was en wilden dat een noodbrug zou worden aangelegd, die er uiteindelijk kwam nadat Jan Hudig dit bevestigde aan de bewoners waarmee hij in gesprek was gegaan. Een paar maanden later klaagde een omwonende bij de Steigersgracht over een hoge concentratie asch en vuil. Dit gebeurde nadat de gracht zelve was verdiept, waardoor er zich zoveel vuil kon ophopen tussen de Weezenbrug en de achterzijde van de panden aan de Korte Hoogstraat, en als gevolg dit gedeelte bij laag water droog kwam te liggen. Ook roept de omwonende de gemeenteraad op om hiertegen actie te ondernemen. Op 6 oktober van datzelfde jaar ging de brug voor voetgangers weer open, maar niet voor het autoverkeer. Dit had te maken met het feit dat de bestrating nog niet voltooid was.
Op 21 januari 1920 werd het scheepvaartverkeer op de Steigersgracht tussen de Weezenbrug en Soetenbrug per direct gestremd. Dit besluit kwam nadat op 18 januari de oostelijke kademuur van de Steigersgracht was ingestort. Werkzaamheden om de muur te repareren zijn in de daaropvolgende maanden gehouden en op 1 juli van datzelfde jaar werd de stremming opgeheven.
Op 2 mei 1924 verdronk een kelner bij de Weezenbrug nadat hij bij de Steigersgracht in het water liep. Hij werd een dag later in bewusteloze toestand in het water aangetroffen en er was gepoogd hem te redden, maar dat mocht niet meer baten.

### De Wezenbrug tijdens de oorlog
Tijdens het bombardement op de binnenstad op 14 mei 1940 raakte de brug licht beschadigd. Een gedeelte van de leuning aan de kant van de Weezenstraat werd geraakt, evenals een stuk van de weg richting de Keizerstraat. Ondanks dat de Weezenbrug gerepareerd had kunnen worden, besloot de gemeenteraad om het toch te slopen. Onduidelijk is precies wanneer dit gebeurde, maar vermoedelijk gebeurde dit in 1942 om plaats te maken voor een verbreding van de Steigersgracht en de creatie van een nieuwe Weezenbrug onder de dan architect van het wederopbouwplan Willem Gerrit Witteveen.
Op 11 december 1942 werd een nieuw plan gepresenteerd. Hierin was de Steigersgracht gedeeltelijk gedempt en de nieuwe Weezenbrug opgenomen als nummer 51.
In 1943 werd door het Rotterdamsch Nieuwsblad vermeld dat de constructie van de nieuwe Weezenbrug al bijna klaar was.

### De Wezenbrug na de oorlog
Toen Witteveen in 1944 werd vervangen door Cornelis van Traa, was de nieuwe Steigersgracht al gegraven en de Wezenbrug ook voltooid. De brug werd dus in het nieuwe Basisplan opgenomen en de omgeving van de Steigersgracht en Wezenbrug werd opnieuw opgebouwd.
Anno 2021 is de omgeving rondom de brug nauwelijks veranderd, zij het voor een nieuwe flat die aan de noordkant van de brug is gebouwd. Ook de brug zelf is onveranderd gebleven.
Direct ten oosten van de brug is in 2024 in de Steigergracht RiF010 geopend, een kunstmatig surfbassin.

## Vormgeving
De Wezenbrug van voor de oorlog was een kleine boogbrug gemaakt van baksteen. Aan weerszijden van de overspanning van de brug, bij de centrale vaarroute, waren twee afbeeldingen van een weesjongen en weesmeisje in de sluitsteen gemetseld. De Wezenbrug die tijdens de Tweede Wereldoorlog is gebouwd, is een vaste brug en bestaat uit baksteen met een zandstenen leuning. Deze brug is breder dan de vooroorlogse variant en beschikt tevens over twee brede tunnels voor het scheepvaartverkeer, vergelijkbaar met de tunnels die onder de Vlasmarktbrug en Soetenbrug zijn gemaakt.